# Mieux vivre votre argent
Mieux vivre votre argent, est un magazine mensuel d'informations et de conseils patrimoniaux destiné aux particuliers. La publication créée dans les années 1970 aide ses lecteurs à se constituer un patrimoine et à le développer.

## Histoire
En juin 2017, le titre est cédé par SFR Presse au Groupe Valmonde. Le 7 juillet 2022, le Groupe Les Échos-Le Parisien annonce l'acquisition du titre.